# Округ Кастер (Ајдахо)
Округ Кастер (енгл. Custer County) је округ у америчкој савезној држави Ајдахо.

## Демографија
По попису из 2010. године број становника је 4.368, што је 26 (0,6%) становника више него 2000. године.
| Група             | 2000.         | 2010.         |
| Белци             | 4.100 (94,4%) | 4.108 (94,0%) |
| Афроамериканци    | 0 (0,0%)      | 8 (0,2%)      |
| Азијати           | 1 (0,0%)      | 10 (0,2%)     |
| Хиспаноамериканци | 183 (4,2%)    | 176 (4,0%)    |
| Укупно            | 4.342         | 4.368         |